# (1747) Wright
(1747) Wright ist ein Asteroid des Hauptgürtels, der am 14. Juli 1947 vom US-amerikanischen Astronomen Carl Alvar Wirtanen am Lick-Observatorium entdeckt wurde. 
Der Asteroid wurde nach William Hammond Wright benannt, einem während langer Jahre am Lick-Observatorium tätigen Astrophysiker.